# Anita Ešpandrová
Anita Ešpandrová, rozená Nováková (* 28. ledna 1989 Praha) je česká herečka, modelka a lektorka. V letech 2005–2008 studovala na VOŠON a SPŠO v Praze a dále pak v letech 2011–2015 na Univerzitě Karlově v Praze obor Teatrologie. Mimo hereckého působení ať už v oblasti divadelní či filmové a televizní tvorby se příležitostně věnuje modelingu a lektorské činnosti loutkoherectví pro děti. Závodně se věnuje rovněž jízdě na koni a atletice, kde působí i jako trenérka atletické přípravky TJ Sokol Praha Královské Vinohrady. Hovoří anglicky a francouzsky.

## Filmografie
- Zdivočelá země (2007, televizní seriál)[2]
- Doktoři z Počátků (2013, televizní seriál)
- Svatby v Benátkách (2014, televizní seriál)
- Soudkyně Barbara (2015, televizní seriál)[3]
- Korunní princ (2015, televizní pohádka)[4]
- Já, Mattoni (2016, televizní seriál)
- Mise Země (televizní seriál)[2]